# Caballo de octubre

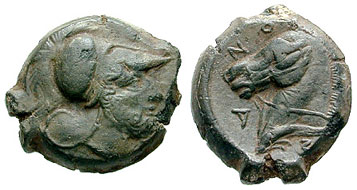
Moneda con Marte y un caballo embridado (Cosa, Etruria, 273-250 a. C.).

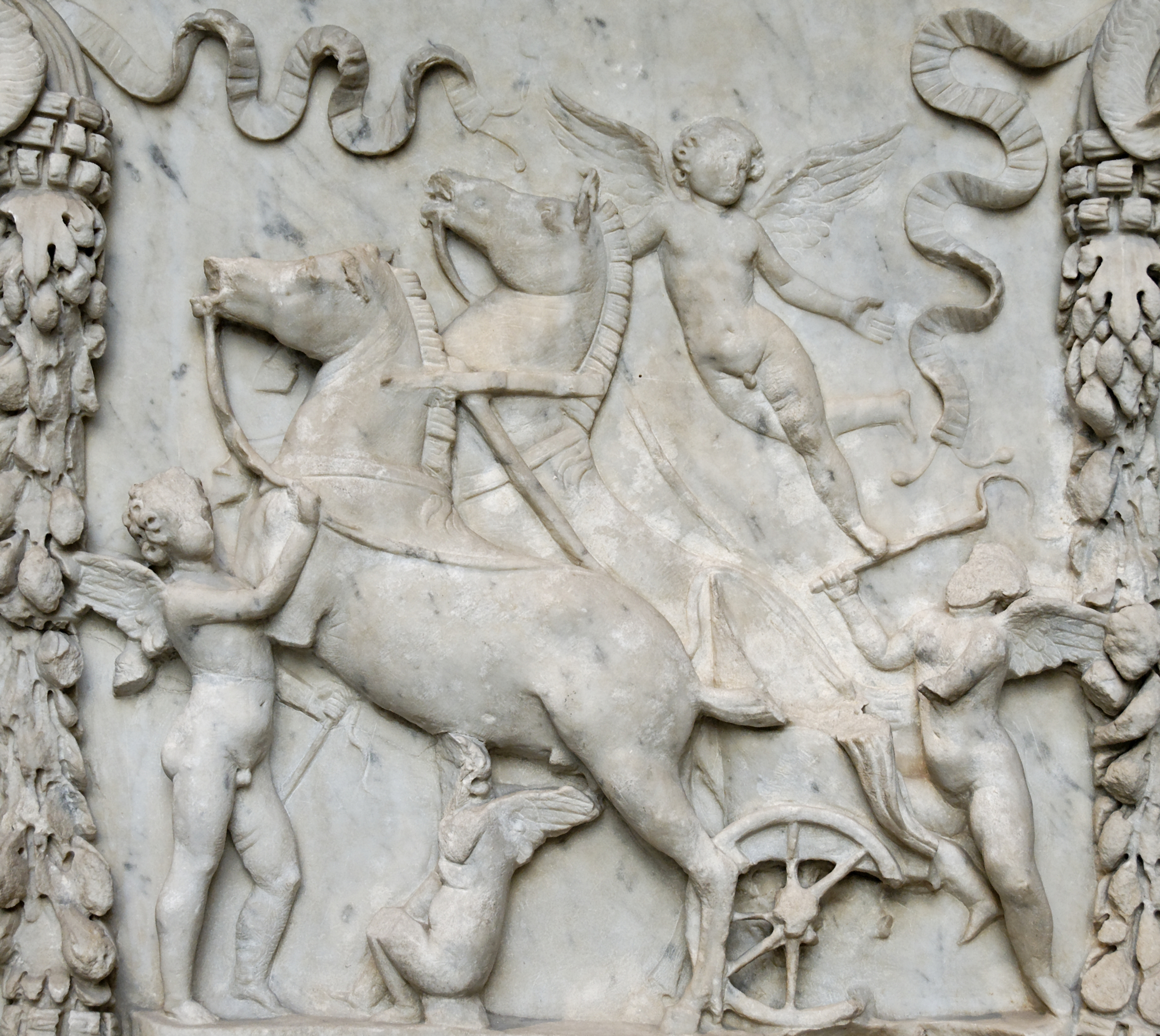
Cupidos y una biga, relieve de un altar trajánico de Venus y Marte, más tarde rededicado a Silvano.

El Caballo de octubre (latín Equus October) en la antigua religión romana consistía en un sacrificio de un caballo dedicado al dios Marte que se realizaba cada 15 de octubre, coincidiendo con el final de la temporada agrícola y militar.

## Ritual
El ritual tenía lugar durante una de las tres fiestas de carreras de caballos que se mantenían en honor a Marte, siendo las otras dos, las Equirria, que se celebraban el 27 de febrero, la primera y el 14 de marzo, la segunda Equirria.
La carrera se celebraba en el Campo de Marte (Campus Martius), el área de Roma que llevaba el nombre de Marte, ante las murallas servias. Los mejores pares de caballos corrían tirando de carros (bigae) para conseguir la victoria. El caballo de la derecha del equipo ganador se convertía en el "caballo de octubre", se le coronaba con una guirnalda hecha de pan y era traspasado a continuación por una lanza ritual, por el flamen Martialis, el sacerdote de Marte, y luego sacrificado. 
La cabeza del caballo (caput) y la cola (cauda) eran cortadas y utilizadas por separado en las dos partes de la ceremonia que se llevaba a cabo a continuación: 
- La cabeza era pretendida por los dos barrios de la Via Sacra y la Subura, cuyos hombres contendían en una carrera a pie por su derecho a exhibirla. Si la victoria era de los de la Vía Sacra, la cabeza se clavaría en el muro exterior de la Regia y si los de Subura eran los vencedores, la cabeza se expondría en la Torre Mamilia.
- La cola, todavía sangrante, era llevada al hogar sagrado de la Regia para rociar con su sangre la entrada sobre el sagrado corazón de Roma y empleada en ritos de la divinidad.[3]

## Antecedentes
Existen antiguas referencias sobre el Equus October durante más de seis siglos: la primera es la del historiador griego Timeo (siglo III a. C.), que vinculó el sacrificio al caballo de Troya y a la reivindicación de los romanos a la descendencia troyana, a la última en el Calendario de Filócalo (año 354), donde se constata que se sigue celebrando, incluso en los tiempos en que el cristianismo se estaba convirtiendo en la religión dominante del Imperio. La mayoría de los estudiosos ven una influencia etrusca en la formación de las ceremonias.

## Sacrificio
El Caballo de octubre es el único caso de sacrificio de un caballo en la religión romana, aunque los romanos sacrificaban animales que eran parte de su dieta habitual. Este inusual ritual del Caballo de octubre ha sido analizado, a veces, a la luz de otras formas y rituales indoeuropeos de sacrificio de caballos, como la ashwa medhá védica o el ritual irlandés descrito por Giraldus Cambrensis, los cuales tienen que ver con la realeza. Aunque la lucha ritual por la posesión de la cabeza puede conservar algún elemento de la primera época, cuando Roma estaba gobernada por reyes, la asignación del Caballo de octubre a la agricultura y la guerra es característico de la República. La topografía sagrada del rito y el papel de Marte en otras fiestas ecuestres también sugieren aspectos de rituales de iniciación y renacimiento. Los aspectos complejos, e incluso contradictorios, del Caballo de octubre, probablemente son el resultado de diferentes superposiciones tradicionales que se han ido acumulando en el tiempo.

## Descripción
El rito del Caballo de octubre tenía lugar en los idus de octubre, pero no hay ningún registro para una fiesta en esa fecha. El gramático Festo lo describe de esta manera:

"Se llama Caballo de octubre al que es sacrificado anualmente a Marte en el Campo de Marte durante el mes de octubre. Es el caballo de la derecha del equipo ganador en las carreras de carros de dos caballos. Era habitual competir fuertemente por su cabeza entre los vecinos de la Subura y los de la Via Sacra, si fuesen estos últimos los ganadores, la fijarían en los muros de la Regia, y si fuesen los primeros, la situarían en la Torre Mamilia. Su cola era transportada a la Regia con la suficiente rapidez para que la sangre pudiera gotear sobre el hogar para ser parte del rito sagrado (res divina)."
Dicen que la víctima se inmola en honor de Marte, dios de la guerra y no, como cree el vulgo, porque se vengaran de él, pues los romanos proceden de Troya y los troyanos fueron vencidos por un caballo

En un pasaje distinto, el anticuario augusteo Marco Verrio Flaco añadió el detalle de que a la cabeza del caballo se la adornaba con pan. El Calendario de Filócalo]] señala que el 15 de octubre "El caballo tiene lugar en el Nixae", algo que no está claro, muy probablemente un altar a las deidades del nacimiento (di nixi), pero también existe el hito Ciconiae Nixae) en el Campo de Marte. De acuerdo con la tradición romana, el Campo de Marte habría sido consagrado a Marte por sus antepasados como pasto de caballos y campo de entrenamiento ecuestre para los jóvenes.

## Relación con las Parilias
El "rito sagrado" con la sangre del caballo se convirtió en parte de las ceremonias de purificación ritual de las fiestas de las Parilia, dedicadas a la diosa Pales.
La fiesta, de carácter rural, tenía lugar el 21 de abril, y se convertiría en la fecha en que se celebraba la fundación de Roma por Rómulo.

## Novela
La escritora Colleen McCullough escribió la novela The October Horse (en español, traducida por El caballo de César), donde el propio César llega a ser la víctima sacrifical. Para McCullough, la cola (cauda) la ha asimilado a genitales, siguiendo a otros estudiosos que piensan que cauda es un eufemismo para designar al pene.